# Aron (India)
Aron es una localidad de la India, en el distrito de Guna, estado de Madhya Pradesh.

## Geografía
Se encuentra a una altitud de 523 m s. n. m. a 162 km de la capital estatal, Bhopal, en la zona horaria UTC +5:30.

## Demografía
Según estimación 2010 contaba con una población de 28 396 habitantes.